# Vaison-la-Romaine
Vaison-la-Romaine (em occitano Vaison) é uma população e comuna francesa, na região de Provenza-Alpes-Costa Azul, departamento de Vaucluse, no distrito de Carpentras. É o chef-lieu do cantão de seu nome.
Está integrada na Communauté de communes du Pays Voconces.

## História
Era conhecida como Vásio dos Vocôncios (em latim: Vasio Vocontiorum) durante o período romano. Situado a orlas do rio Ouvèze, a villa está separada em duas partes; a parte baixa onde se encontra a velha cidade romana e a parte alta, onde está o castelo e a vila medieval. A zona, sabe-se, que foi habitada na Idade de Bronze, mas a primeira vila a construíram os Celtas. No ano 125 a.C. os romanos edificaram aqui sua cidade. O facto de que a vila medieval se separasse da romana a permitido conservar esta última.

## Economia
O comércio é uma parte importante da actividade de Vaison. A densidade e a qualidade das lojas são impressionantes e dignos de cidades bem mais grandes. Todas as terças-feiras se celebra um formoso mercado provençal, um dos maiores na região. O negócio principal da cidade é a empresa "CAAGIS" (Crédit Agricole Assurances Gestion, Informatique et Services), que emprega a para perto de 300 empregados e administra os contratos de seguro de Crédit Agricole.

## Turismo
Vaison-a-Romaine é mais conhecido pelo património arqueológico do que deriva seu nome. No entanto, não deve reduzir sua rica história ao que foi sepultado, a ponte romana, a cidade medieval na orla esquerda do Ouvèze, a Catedral de Nossa Senhora de Nazaret e sua claustro atraem a muitos visitantes.

## Lugares de interesse
- O Teatro Antigo foi erigido no século I durante o reinado do imperador Cláudio. É um dos poucos edifícios visíveis hoje em dia que compunham a cidade monumental. Foi restaurado no século III e utilizado até o IV. Os historiadores acham que foi parcialmente destruído a princípios do século V, quando Honório decretou que fossem destruídas todas as estátuas de deidades pagãs. O Teatro está catalogado como Monumento Histórico desde 1862.

- A Catedral de Notre Dame construída pela primeira vez em época merovingia entre os séculos VI e VII, foi mais tarde reconstruída em estilo románico provençal entre 1150 e 1160, aproveitando material proveniente de alguns monumentos romanos. Seu interior é elegante e de arquitectura nobre.

- O Claustro remonta-se ao século XII apoiado ao lado norte da catedral, suas arcadas estão formadas por pequenas colunas gémeas com capiteis decorados com folhas e volutas, onde se pode observar uma curiosa inscrição em latim, um texto entre alegórico e místico que não tem cessado de fazer meditar a históricos e epigrafistas. O Claustro está composto por quatro custados, três dos quais são originais. Está considerado como um dos mais belos do mundo.

- O Castelo dos Condes de Tolosa foi construído em 1195 por Raimundo V de Tolosa e marquês de Provença, substituindo uma antiga torre. O Castelo consta de três corpos principais, e está flanqueada por uma torre quadrada em torno de um pátio interior. O Castelo foi abandonado em 1791.

- A Cidade Alta ou Capacete Antigo construiu-se aos pés do castelo. As muralhas que rodeiam a cidade medieval se construíram em parte com pedras da cidade romana. Acedia-se por uma porta fortificada do século XIV dominada pela torre do campanário. As ruas principais foram construídas em perpendicular à ladeira para facilitar a circulação e o estabelecimento dos nobres e as ruas burguesas. Desde qualquer ponto obtêm-se umas magnificas vistas.

- A Igreja chamada Alta Catedral por estar encravada na parte alta do povo foi construída no ano 1464 sobre uma antiga capilha. Construiu-se na base do alcantilado e uma de suas paredes faz parte da muralha. Compõe-se de uma nave de quatro trechos de longitude desigual, quatro capilhas laterais e um campanário de planta quadrada datado em 1470.

## Demografia
Sua aglomeração urbana tinha 6634 habitantes no censo de 1999 e inclui também a Saint-Romain-em-Viennois.